# Tema-rema
Tema–rema är ett termpar inom funktionalistisk språkvetenskap. Termerna tillskrivs olika betydelser i litteraturen, och även inom samma disciplin kan det råda oenighet om dem. I svensk textforskning är tema vanligen det som yttrandet eller satsen handlar om, och rema det som sägs om temat. Ett annat termpar som ofta tillskrivs (helt eller delvis) samma betydelser är topik–kommentar, men i flerdimensionella modeller kan båda termparen förekomma med olika definition. Närliggande begrepp som ibland tillskrivs samma termer är given och ny information, eller inledande och avslutande information. Temat uttrycks typiskt före remat i svenska och många andra språk; detta kallas för tema–rema-principen.
Termerna tema och rema har rötter i informationsstrukturen och populariserades av Pragskolan. Inom svensk språkvetenskap har termerna framför allt använts i textbindningsanalys, det vill säga hur sammanhang i text skapas mellan informationsenheter.
- Fantomen fick syn på Gurani. Dennei höll på att nojsa med Diana. Hani hade ännu inte sett Fantomen.

I första meningen ovan är Fantomen tema; han är utgångspunkt för yttrandet, eller det som meningen handlar om. Det som utsägs om Fantomen är att han fick syn på Guran, vilket alltså är meningens rema. I nästa mening blir en del av remat, Guran, till tema, och uttrycks med pronomenet denne. Den temabindningstyp som innebär att en menings rema blir nästa menings tema kallas för temaprogression. I sista meningen är Guran åter igen tema, vilket kallas temaupprepning. (Att orden Guran, denne och han syftar på samma entitet markeras med ett nedsänkt i.)